# Giulio Sabino
Giulio Sabino ("Julius Sabinus") är en dramma per musica (opera seria) i tre akter av Giuseppe Sarti. Librettot är skrivet Pietro Giovannini.
Operan, som uppfördes i sex eller sju länder i Europa, kom att bli parodierad i Antonio Salieris opera Prima la musica e poi le parole från 1786.

## Uppförandehistoria
Framfördes första gången på Teatro San Benedetto i Venedig den 3 januari 1781. Opera kom åter att spelas i Ravenna 1999 (se inspelningar nedan).

## Roller
| Roll     | Röstläge | Rollbesättning, 3 januari 1781 (Dirigent:Okänd) |
| -------- | -------- | ----------------------------------------------- |
| Annio    | tenor    | Giuseppe Desirò                                 |
| Arminio  | sopran   | Pietro Gherardi                                 |
| Epponina | sopran   | Anna Pozzi                                      |
| Sabino   | sopran   | Gaspare Pacchierotti                            |
| Tito     | tenor    | Giacomo Panati                                  |
| Voadice  | sopran   | Felice Zannotti                                 |

## Synopsis
Operan handlar om den äktenskapliga kärlekens seger. Den utspelar sig i Gallien under första århundradet under kejsar Vespasianus tid.

## Inspelningar
En inspelning finns, gjord i Ravenna år 1999 med Accademia Bizantina under Ottavio Dantone med Alessandra Palomba (Arminio), Sonia Prina (Giulio Sabino), Donatella Lombardi (Voadice), Elena Monti (Epponina), Giuseppe Filianoti (Tito), Kremena Dilcheva (Annio) (Bongiovanni CD 1173251).